# 美國童軍

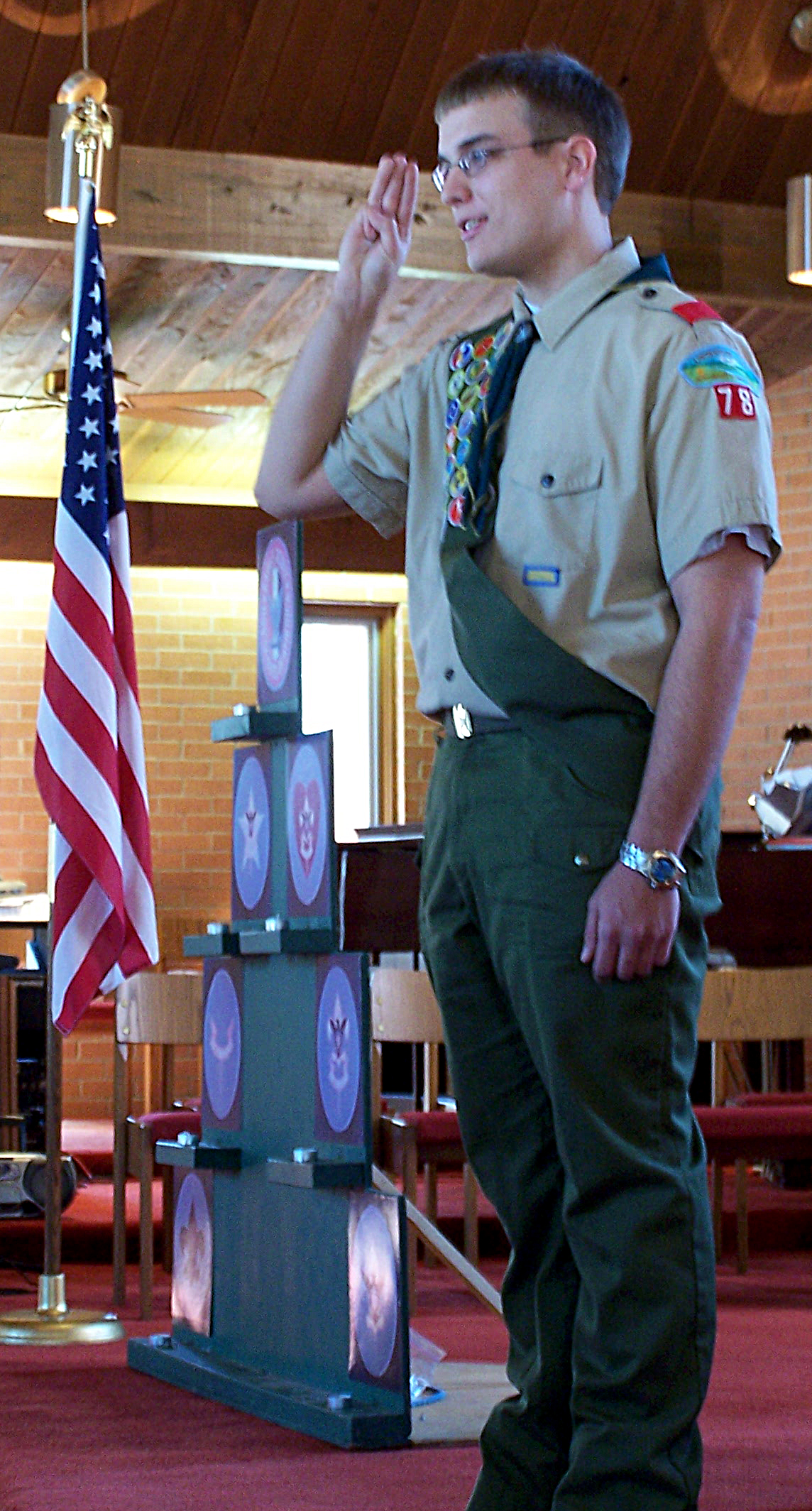
美國童軍，2006年

美國童軍（英語：Boy Scouts of America）是美國最大的青少年組織，包含約270萬童軍成員，與100萬成人服務員。美國童軍成立於1910年，是童軍運動歷史的一個重要部分，據信超過1.1億的美國公民為美國童軍的會員。
美國童軍的目標，是訓練青少年成為負責任公民與人格發展、自我信賴等特質；而青少年藉由接觸戶外活動的野外環境、教育計畫、以及在較高年齡階段時，參與社區組織的生涯面向計畫進行訓練。在青少年童軍成員當中，童軍運動方法包含了典型童軍價值觀，如誠信、良好公民與戶外活動等計畫，並由多樣化的活動，如露營、水上活動與登山等來實現。
美國童軍是世界童軍運動組織的創始會員。傳統的童軍年齡階段分別為：幼童軍為7－10.5歲男童，童軍為10.5－18歲男性，冒險童軍為14－21歲（如果是完成美國8年級學業者，為13－21歲）男女青少年。生活學習為一個提供給在學和終身教育的非傳統輔助計畫。美國童軍會經由特許本地組織，如教會、社團、公民協會或教育組織，進行傳統童軍活動，並在這些社群中的青少年，實行童軍計畫。童軍團完全由特許組織中被指定的志願者來領導，而這些志願者受到了由受薪專業童軍成員與志願者組成的地方委員會支持。截至2018年，幼童軍階段開放女性加入；未來在2019年，童軍階段也開放女性加入且能夠爭取鷹級童軍榮譽，並將該組織的英語名稱改為。
童軍在美國社會當中，經常受到支持者與批評者所影響。批評者常指稱美國童軍的成員義務不公平，而造成眾多州法院和聯邦法院的訴訟。
面對數百宗性侵索償訴訟的美國男童軍總會，以2020年2月18日向特拉華州聯邦法院申請破產保護，以成立賠償信託基金，賠償遭受性侵犯的成員。

## 起源
進步主義運動於20世紀早期在美國進入高峰期。隨著家庭從鄉村遷移到城市，部分民眾憂慮眾多青少年男孩不再學習愛國主義與個人主義。基督教青年會是早期重建青少年男性專注於社會福利、身心、社會與宗教發展的推動者:72–82。1896年，童軍運動創立的前幾年，羅伯特·貝登堡會見了美國出生的英屬南非偵查中校，弗雷德里克·羅素·伯納姆，並且從貝登堡這裡學習到童軍的基礎，得到啟發並計畫一個童軍的方案和守則，以重建美國青少年的舊有傳統。
美國童軍有兩個於美國發展的有名先驅者：歐尼斯特·湯普森·西頓於1902年發起的叢林印地安人，以及丹尼爾·卡特·畢爾德於1905年在辛辛那提發起的丹尼爾·布尼之子。1907年，英國將軍羅伯特·貝登堡於英格蘭創立了童軍運動，受到了西頓作品與其他影響，採用了他的部分元素。許多小型本土的男童童軍計畫開始於美國獨立發展，很快地，許多計畫合併到了美國童軍當中:52。
1909年，芝加哥出版人威廉·迪克森·柏易斯拜訪倫敦，在倫敦，他遇到一位後來被稱作無名童軍的男孩。柏易斯當時在有濃霧的街道上迷路，而這位無名童軍幫助他，並為他帶路。這位男孩拒絕了柏易斯的酬勞，並解釋他是童軍，僅僅是在做他的日行一善而已。由於對於童軍計畫的興趣，柏易斯與貝登堡將軍見面，在當時他已經是童軍總領袖了。返美後，柏易斯於1910年2月8日創立了美國童軍。1910年4月，埃德加·M·羅賓森與李·F·漢默對於初期的美國童軍運動產生興趣，並說服柏易斯從發展基督教青年會活動，轉為發展美國童軍運動。在早期的青年運動當中，羅賓森招攬了西頓、畢爾德、查爾斯·伊士曼與其他傑出的領導者。1911年1月，羅賓森將這個運動繼承給詹姆斯·E·魏斯特，後來成為第一任美國童軍總領袖，之後童軍運動擴展到了美國各地:148。
美國童軍起初於1910年成立時的宗旨，是「教導（男孩）愛國主義、勇敢、自立與類似的價值:7。」之後，於1937年，童軍副行政總監喬治·J·費雪進一步修改了美國童軍的宗旨：「每一代越來越成熟的人們，沒有比教導下一代崇高理想與正確行為更重要的責任。」現在的美國童軍宗旨則是「讓青少年在灌輸他們童軍誓詞與規律的價值之下，準備在一生中作出道德與倫理的選擇。」耶穌基督後期聖徒教會成為了美國童軍運動第一個贊助伙伴，並於1913年採用了童軍計畫，成為培道聯愛會青少年計畫的一個部份。

## 成員

### 傳統成員

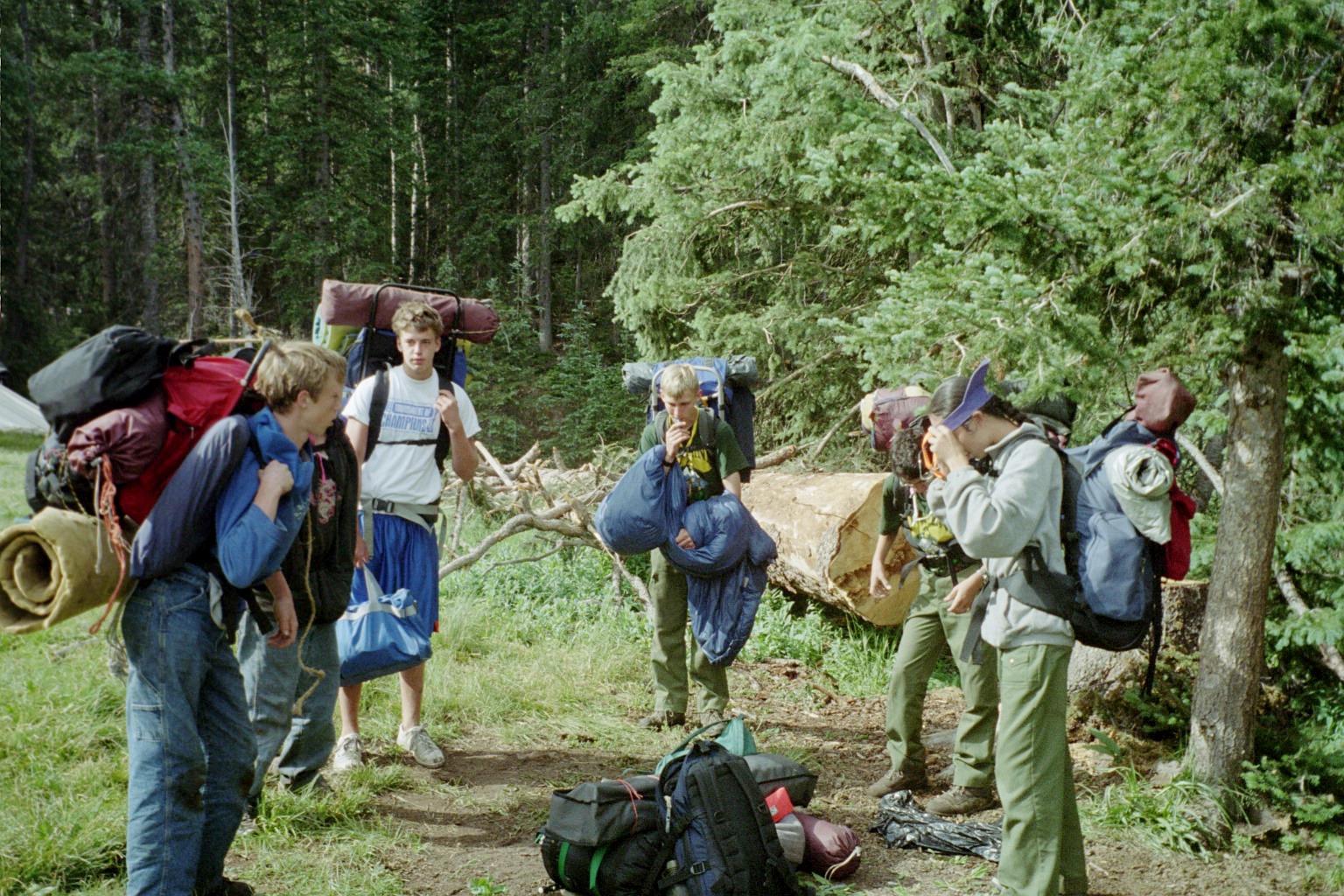
偵查童軍活動中的童軍們正準備健行

在美國童軍中，童軍活動是由三個計畫所組成一個童軍運動組織：
幼童軍是三個童軍計畫當中最大的一個，資格為美國一至五年級，或7－11歲的男童。此計畫主要是追求人格發展、公民訓練與個人體格的目標。幼童軍依照年齡分成了老虎、狼、熊與韋畢羅斯（Webelos）童軍。
童軍是美國童軍的旗艦計畫，資格為11－18歲男孩（如果達到幼童軍箭光獎，或是完成美國五年級學業，可能會在10歲時就加入此計畫）。此計畫使用了戶外活動如露營、水上活動或登山，達成性格、公民與個人體格訓練的目標。偵查童軍活動是童軍的一個分支，資格為14－18歲男孩；此分支增加了高度冒險與運動活動計畫。聖劍盟是一個國家童軍榮譽學會，成員為資深露營者，起源於美國印地安人的傳統，並且為兄弟情誼與快樂服務的理想而奉獻。
冒險童軍是一個給14－21歲男女青年的計畫。主要目的在於提供正面的體驗，協助青少年成長並準備成為一個負責任的成人。
海童軍是一個冒險童軍的分支，聚焦在海上活動。
全美國有約10萬名身心障礙身分的童軍。每一位證明為身心障礙者的人「可以參與童軍活動，並且在超出正常年齡限制時調整其計畫。這個規範能允許所有成員盡可能在童軍活動中可以晉級。」晉級是一個童軍能力達到最佳成就的重要衡量標準。

## 目標、方法與理想

### 童軍誓詞
|  | 憑我的榮譽，我願盡力，為神和國家盡責，遵守童軍規律，隨時扶助他人，並力求自己體格強健、心智清明與道德正直。 |

### 童軍規律
|  | 童軍是誠實、忠貞、助人、親切、禮讓、仁慈、服從、樂觀、節儉、勇敢、清潔與敬虔的。 |

冒險童軍則是遵守冒險童軍誓詞與冒險童軍信條。誓詞與規律直接運作於成人與伙伴之間，但是成員是由選舉出來的青少年領導者來領導，給予學習與應用領導技巧的機會。冒險童軍成員依賴合作，計畫與參與獨立的團隊體驗。高強度冒險的重要性，是在提供團隊建立的機會，並練習領導統御的應用。一系列的獎勵提供了認同與個人成長的機會。每個獎項需要冒險童軍成員去教導其他人他們所學到的，以回饋給社區技巧與知識，並且能夠精進這些技巧。
2012年10月，國家童軍會宣布，基於在部分選定的委員會中，對童軍奉獻激勵的發現與建議匯整，幼童軍與冒險童軍應轉換使用童軍誓詞與規律，而在冒險童軍方面，三指敬禮與三指符號也適用於冒險童軍。冒險童軍將會於2013年下半年到2014年上半年轉換；幼童軍則於2015年年中轉換。

## 組織

### 國家童軍會

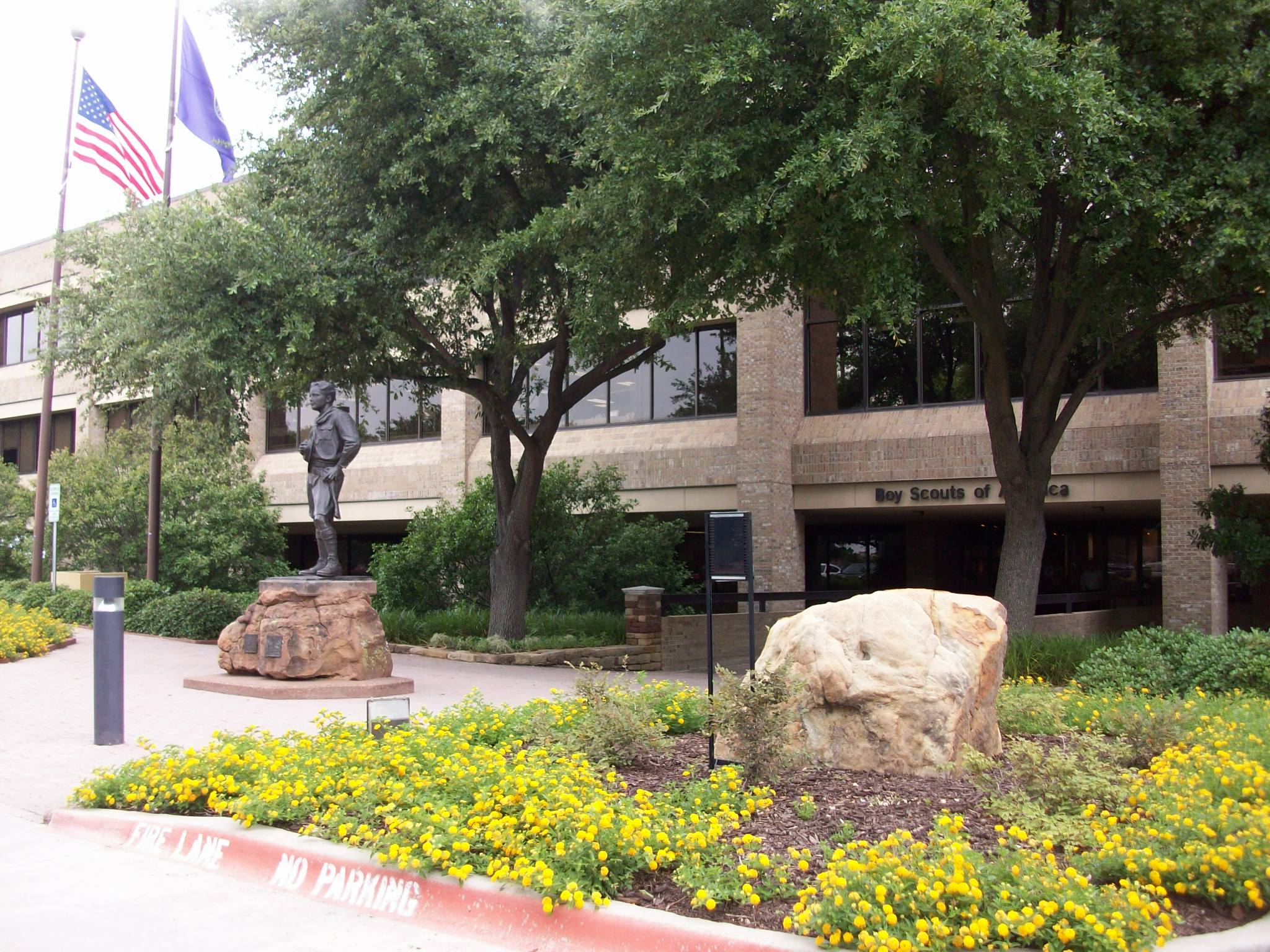
位於德克薩斯州歐文的美國童軍國家辦公室

國家童軍會（National Council）成員為美國童軍的會員組織，每年由志願童軍成員組成。國家童軍會的日常運作是由童軍行政總監與其他國家專職員工管理。國家童軍會成員包含了由國家辦公室與行政委員會成員、地方主席與地方童軍會代表選舉產生，成員為榮譽性質。國家總部則於1979年，設立於德克薩斯州歐文。
美國童軍由國會特許狀認可並寫入法令當中（《美國法典》第36編第B部分－組織），其初衷如下：
|  | 經由組織與聯合其他機構，促進男孩的能力去為自己與他人行動、訓練他們的童軍技巧、與教導他們愛國精神、勇氣、自信與兄弟情誼美德，這些需透過於1916年6月15日，普遍實施於童軍的方法來實現。 |

此特許狀給予美國童軍的組織進行授權與設立標準，並且此特許狀更提供了「使用徽章、布章、描述性或指定性的標誌與文句之專有權利」的法源。
最後，自從美國童軍於1910年成立後，美國總統會在其任期中被委任為榮譽主席。

### 分區

2011年美國童軍分區

為了管理的需求，美國童軍分成了4個地區（region）－西部地區、中部地區、南部地區與東北部地區。每一個地區又下分幾個區（area）。
每一個地區都會有一個志願性的主席，並由志願性職員、理事會成員與委員會成員協助管理。童軍活動的日常工作是由地區總監負責，助理地區總監和區總監協助。地區和區皆為國家理事會的分支機構，並且不能自外於美國童軍獨立運作。
- 中部地區包含了愛荷華州、堪薩斯州、密西根州、明尼蘇達州、密蘇里州、北達科他州、俄亥俄州與威斯康辛州；部分伊利諾州、印第安那州、肯塔基州、蒙大拿州、內布拉斯加州、南達科他州、維吉尼亞州與西維吉尼亞州。
- 東北部地區包含了康乃狄克州、哥倫比亞特區、德拉瓦州、麻薩諸塞州、緬因州、新罕布夏州、紐澤西州、紐約州、賓夕法尼亞州、波多黎各、羅德島州、佛蒙特州與美屬維京群島；部分馬里蘭州、維吉尼亞州與西維吉尼亞州；美國童軍泛大西洋童軍會成員。
- 南部地區包含了阿拉巴馬州、阿肯色州、佛羅里達州、喬治亞州、路易斯安那州、密西西比州、北卡羅萊納州、奧克拉荷馬州、南卡羅萊納州與田納西州；部分伊利諾州、印第安納州、肯塔基州、馬里蘭州、德克薩斯州、維吉尼亞州與西維吉尼亞州。
- 西部地區包含了阿拉斯加州、加利福尼亞州、科羅拉多州、夏威夷州、愛達荷州、新墨西哥州、內華達州、奧勒岡州、猶他州、華盛頓州與懷俄明州；大部分蒙大拿州；部分內布拉斯加州、南達科他州與德克薩斯州；太平洋領土；美國童軍遠東童軍會成員。

### 地方童軍會

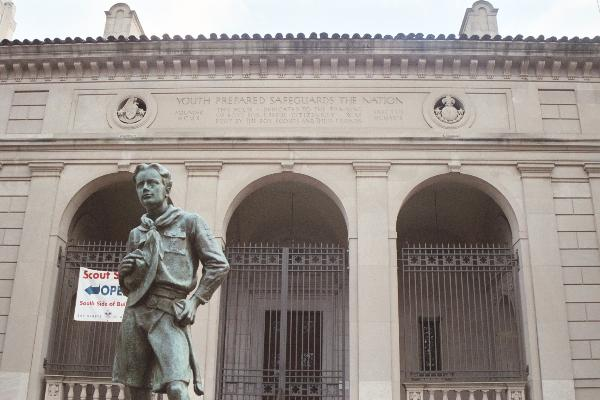
《理想的童軍》（The Ideal Scout），羅伯特·泰特·麥肯其的雕塑作品，放置於賓夕法尼亞州自由搖籃童軍會的布魯斯·S·馬克斯童軍資源中心前

美國童軍計畫由272個地方童軍會進行管理，每一個童軍會負責一個地理分區，範圍可能小從單一城市，大至一整個州。地方童軍會遵守國家理事會的年度章程，通常與公益組織進行聯合。

## 國家露營學校
美國童軍主持了一個國家露營學校計畫，目的是訓練人們如何在童軍夏令營當中運作不同的部門與營地。部分課程為線上訓練，然而大多數的營地會要求在國家露營學校進行一周個人的訓練計劃。當完成了一周的訓練計畫後，就能配戴國家露營學校的布章。標準尺寸的布章會配戴於右胸襯衫口袋上的臨時布章區域。國家露營學校的認證效期為5年。

## 財務
國家理事會為一個501(c)(3)非營利組織，基金來源為私人捐款、會員規費、贊助與特殊活動收入。2005年，美國童軍為美國第12大非營利組織，總值為6億6,590萬美元。2007年1月，美國慈善事業機構提出，前任童軍行政總監羅伊·威廉斯的個人薪資為全美非營利組織首長中的第15高，為91萬6,028美元。2005年，威廉斯的慈善支比例為0.26%，而全美平均慈善支出比例則是0.34%，比威廉斯高。威廉斯則於《非營利時報》（Non-Profit Times）被選為2005年與2006年15位最具影響力的非營利組織首長。
| 會費             | $79,761,000  |
| 供應業務         | $19,339,000  |
| 捐款與贊助       | $15,255,000  |
| 退休福利信託     | $10,797,000  |
| 主要銷售據點販售 | $6,559,000   |
| 雜誌出版         | $2,025,000   |
| 總收入           | $133,736,000 |

| 計畫發展與執行   | $51,754,000  |
| 野外操作         | $39,368,000  |
| 保險計畫         | $23,926,000  |
| 人力資源與訓練   | $11,026,000  |
| 市調計畫         | $9,981,000   |
| 世界童軍總部規費 | $1,344,000   |
| 總支出           | $137,399,000 |

羅伯特·馬祖卡，美國童軍行政總監，接受從慈善機構而來的121萬1,572美元薪資。根據Charity Watch組織報告，此為第4高慈善機構首長從其他慈善機構給予的金額。而該機構對於美國童軍的評價為「A」。

### 企業贊助
除了私人捐款外，美國童軍也接受主要企業的捐款。2010年，企業捐款捐款金額由高至低排列，有英特爾、艾默生電子、威訊、3M公司、美國銀行、富國銀行、輝瑞、瓦勒羅能源公司、聯合包裹服務、聯邦銀行、禮來公司、通用電氣與孟山都（英特爾與聯合包裹服務於2012年中止贊助）。

## 國家童軍大露營
國家童軍大露營是美國童軍的重大聚會，參與成員橫跨整個美國。大露營通常每4年舉行，也有部分的例外，如為了紀念美國童軍百年而舉辦的2010年國家童軍大露營。第一次大露營是在1937年於華盛頓哥倫比亞特區的華盛頓紀念碑舉辦。自從那時候起，大露營每屆會於不同地點舉行。然而，從1981年起，大露營開始固定於維吉尼亞州A·P·希爾堡舉行。2008年，美國童軍積極尋找一個永久地點，以舉辦未來的大露營、高級冒險活動計畫與訓練。鄰近西維吉尼亞州貝克利的貝克特爾家族高峰會國家童軍營地從2013年起，成為永久舉辦國家童軍大露營的地點。

## 高級探險基地
美國童軍主持了數個國家層級的高級探險基地。每個基地提供了廣泛的計畫與訓練，為一個標準的核心計畫，包含划船、野外獨木舟與野外背包旅行。這些基地皆由國家委員會高級探險部門管理。
現存的美國童軍高級探險基地包含了菲爾蒙特童軍農場、北方地層國家高級探險基地、佛羅里達國家高等探險海上基地與舉辦2013年大露營的貝克特爾家族高峰會國家童軍營地。

## 鷹級童軍
美國童軍當中，童軍階段能達成的最高進程稱為鷹級童軍。自從鷹級童軍於1911年引進之後，共有200萬的青少年達到此進程。要晉級鷹級童軍，首先需要獲得21個功績布章，並經由童軍誓詞、規律、服務與領導當中展現出童軍精神。這包含了基於童軍規劃、組織、領導與管理方面的延伸性服務計畫。鷹級童軍會獲得獎章與布章，以針對完成整個童軍階段的事實做認證。其他的認證象徵包含了鷹級棕櫚，此象徵是認可其童軍成員，完成了額外的時程、領導統御與獲得更多功績勳章。
鷹級童軍美國公民的部分著名人物，包含了尼爾·阿姆斯壯、美國總統傑拉爾德·福特、奧斯卡金像獎（2000年）獲獎的電影導演麥可·摩爾、紐約市長（2002年－）麥克·彭博與第22任美國國防部長羅伯特·蓋茨。